# Inazuma Eleven GO Chrono Stones
Inazuma Eleven GO Chrono Stones: Flammenwall und Inazuma Eleven GO Chrono Stones: Donnerknall (japanisch イナズマイレブンＧＯ２ クロノ・ストーン, Inazuma Irebun Gō Kurono sutōn) ist die Weiterführung des vorherigen Teiles, Inazuma Eleven GO (japanisch イナズマイレブンＧＯ, Inazuma Irebun Gō). Es ist ein japanisches Computerspiel des Entwicklers Level-5. Im Rollenspiel geht es um eine Fußballmannschaft, die sich gegen eine zeitreisende Organisation stellt, um die Auslöschung des Fußballs zu verhindern.

## Inhalt
Drei Monate nach den Ereignissen von Inazuma Eleven GO kommt Arion Sherwind an seine Schule, die Raimon Jr. High, zurück, und muss feststellen, dass es ihren Fußballclub nicht mehr gibt und es ihn nie gegeben hat. All seine ehemaligen Freunde und Clubmitglieder haben ebenso keine Ahnung, was Fußball ist, und erinnern sich nicht mal an Arion. Somit wird Arion später von einem Gesandten der Organisation El Dorado, welche 200 Jahre aus der Zukunft ist, in die Vergangenheit gebracht, wo er dann erfährt, dass El Dorado den Fußball mithilfe von Zeitreisen für immer auslöschen will. Das lässt sich Arion nicht gefallen und tut sich mit Fei Rune, einem Jungen aus El Dorados Zeit, zusammen, um El Dorado aufzuhalten.

## Spielmechanik
Der Spieler kann zum einen in der Rolle von Arion Sherwind neue Spieler und Gegner sowie nützliche Items ausfindig machen und dabei die Mannschaft zusammenstellen und ausrüsten. Dabei stehen etwa 1000 spielbare Charaktere zur Auswahl. Zum anderen kann der Spieler die Fußballspiele gegen andere Mannschaften austragen und dabei seine Spieler anordnen und steuern. Dabei können auch besondere Fähigkeiten der Spieler genutzt werden.

## Veröffentlichung
Das von Level-5 für Nintendo 3DS entwickelte Spiel wurde am 13. Dezember 2012 von derselben Firma in Japan veröffentlicht. Nintendo brachte das Spiel am 27. März 2015 für den Nintendo 3DS in Europa und Australien raus.

## Synchronisation
| Rolle              | Rolle                  | Japanischer Sprecher (Seiyū) | Deutscher Sprecher |
| Japanisch          | Deutsch                | Japanischer Sprecher (Seiyū) | Deutscher Sprecher |
| ------------------ | ---------------------- | ---------------------------- | ------------------ |
| Matsukaze Tenma    | Arion Sherwind         | Yuka Terasaki                | Luisa Wietzorek    |
| Shindou Takuto     | Riccardo DiRigo        | Mitsuki Saiga                | Benjamin Stöwe     |
| Tsurugi Kyousuke   | Victor Blade           | Takashi Oohara               | Lion Wasczyk       |
| Nishizono Shinsuke | Jean-Pierre Lapin      | Haruka Tomatsu               | Sophia Längert     |
| Kirino Ranmaru     | Gabriel Garcia         | Yuu Kobayashi                | Marcel Mann        |
| Nishiki Ryouma     | Ryoma Nishiki          | Ryou Iwasaki                 | Michael Krüger     |
| Fei Rune           | Fei Rune               | Akiko Kimura                 | Vincent Borko      |
| Nanobana Kinako    | Goldie Lemmon          | Aoi Yuuki                    | Charlotte Uhlig    |
| Amemiya Taiyou     | Sol Daystar            | Takuya Eguchi                | Tobias Schulze     |
| Hakuryuu           | Bailong                | Jun Fukuyama                 | Tobias Schulze     |
| Torb               | Sor                    | Yukiji                       | Sebastian Fitzner  |
| Zanark Avalonic    | Zanark Avalonic        | Katsuyuki Konishi            | Sven Gerhardt      |
| Sangoku Taichi     | Samguk Han             | Kensuke Satou                | Lion Wasczyk       |
| Kurumada Gouichi   | Subaru Honda           | Hirofumi Nojima              | Benjamin Stöwe     |
| Amagi Daichi       | Wanli ChangCheng       | Tooru Nara                   | Sebastian Fitzner  |
| Hamano Kaiji       | Adé Kébé               | Jun Konno                    | Sebastian Fitzner  |
| Hayami Tsurumasa   | Eugene Peabody         | Hiroyuki Yoshino             | Philipp Zieschang  |
| Kurama Norihito    | Michael Ballzack       | Ayahi Takagaki               | Sebastian Fitzner  |
| Kariya Masaki      | Aitor Cazador          | Yuuki Tai                    | Michael Krüger     |
| Kageyama Hikaru    | Lucian Dark            | Ayumi Fujimura               | Tabea Börner       |
| Sorano Aoi         | Skie Blue              | Sayaka Kitahara              | Jennifer Weiß      |
| Seto Midori        | Jade Greene            | Mina                         | Sophia Längert     |
| Yamana Akane       | Rosie Redd             | Yurin                        | Tabea Börner       |
| Alpha              | Alpha                  | Taniyama Kishou              | René Dawn-Claude   |
| Beta               | Beta                   | Mariya Ise                   | Jennifer Weiß      |
| Gamma              | Gamma                  | Yuuki Tai                    | Dirk Petrick       |
| Saryuu Evan        | Simeon Ayp             | Nobuhiko Okamoto             | Patrick Keller     |
| Endou Mamoru       | Mark Evans (erwachsen) | Junko Takeuchi               | René Dawn-Claude   |
| Endou Mamoru       | Mark Evans (jung)      | Junko Takeuchi               | Sebastian Fitzner  |